# Ocotea valeriana
Ocotea valeriana är en lagerväxtart som först beskrevs av Paul Carpenter Standley, och fick sitt nu gällande namn av W. Burger. Ocotea valeriana ingår i släktet Ocotea och familjen lagerväxter. Inga underarter finns listade i Catalogue of Life.